# Rytigynia syringifolia
Rytigynia syringifolia är en måreväxtart som först beskrevs av John Gilbert Baker, och fick sitt nu gällande namn av Aaron Paul Davis och Rafaël Herman Anna Govaerts. Rytigynia syringifolia ingår i släktet Rytigynia och familjen måreväxter. Inga underarter finns listade i Catalogue of Life.